# 国鉄KE50形蒸気機関車
国鉄KE50形蒸気機関車（こくてつKE50がたじょうききかんしゃ）は、日本国有鉄道（国鉄）の前身である鉄道省が1943年（昭和18年）に設計した過熱式のテンダー式蒸気機関車である。同じ戦時型のD52形と同じ時期に計画された機関車であったが、未成車両として終わっている。

## 計画の背景
第二次世界大戦の中頃になると物資の輸送を担ってきた船舶の撃沈によって輸送がひっ迫した。これを受け鉄道省は戦時型蒸気機関車の作成に取り掛かることになった。

## 構造
日本では2例目であるE形のテンダー機関車である。(鉄道研究家の高木宏之によるとその前にも箱根越え用の1Eデカポット型の計画があったとも言う)ボイラーは火室がD52形と同一であるが、缶胴を500㎜延長し、煙管長は戦後型のC59と同じ5500㎜であった。動輪径は、1250㎜、動軸距は、1420㎜×4であった。シリンダーはD52形と同一寸法であるが、シリンダー引張力は21.72ｔと、D52形の12％増であった。キャブとテンダーはD52形と同一であった。

## その後
結局製造されないまま終わってしまった。その原因について動輪直径が1,250mmで高速走行に難があるとされたこと、当時最大であった20メートルの転車台にギリギリ乗るサイズだったことが理由であったと考えられる。結果としてD52形に負担をかけてしまうことになってしまった

## 参考書籍
- 高木宏之、石井幸孝、岡田誠一、小野田滋、齋藤晃、沢柳健一、杉田肇、寺田貞夫、福原俊一、星晃『幻の国鉄車両』JTBパブリッシング、2007年11月1日、76-77頁。ISBN 978-4-533-06906-2。
- 高木宏之『国鉄蒸気機関車史』ネコ・パブリッシング　2015　ISBN 978-4-7770-5379-7